# ロイヤルカナン
ロイヤルカナン（Royal Canin）は、フランス南部・エマルグに本社を置く、ペットフードを中心とするペット用品の製造販売をおこなう企業である。マース傘下。
ロイヤルカナンは1968年、フランスの獣医師ジャン・カタリーによって創業。犬用の食品「イエロースープ」を誕生させ、これがロイヤルカナンの始まりとさせる。2001年マースが本社を買収。現在はマースの完全子会社となっている。